# Tyler Farrar

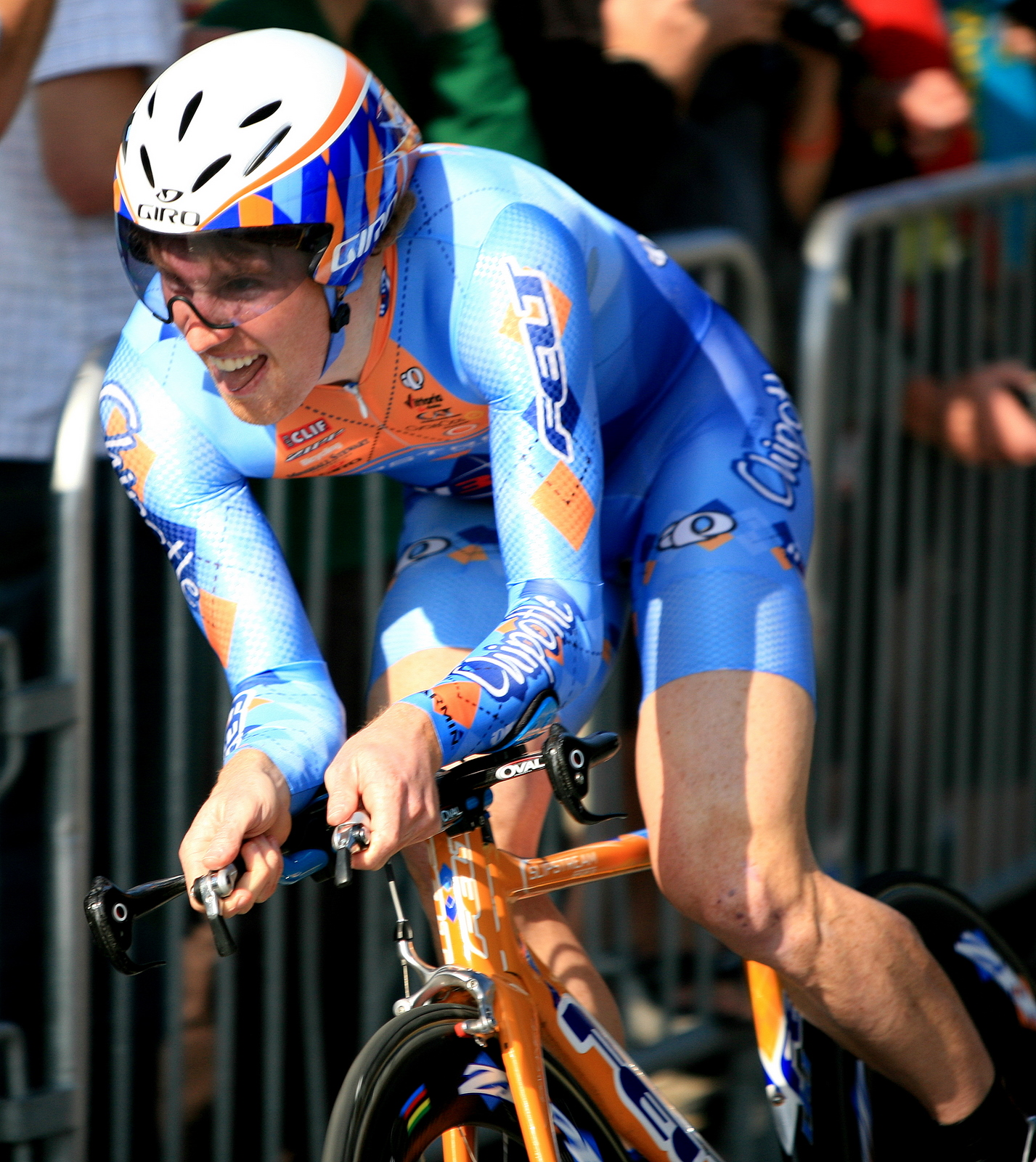
Tyler Farrar em 2008.

Tyler Farrar (Wenatchee, 2 de junho de 1984) é um ciclista norte-americano.